# Miss Mundo 1988
Miss Mundo 1988 fue la 38.ª edición del certamen de Miss Mundo, se realizó el 17 de noviembre de 1988 en el anfiteatro Royal Albert Hall en la ciudad de Londres, Reino Unido. La ganadora fue Linda Pétursdóttir de Islandia. Ella fue coronada por Miss Mundo 1987, Ulla Weigerstorfer de Austria. La 1.ª finalista fue Yeon-hee Choi de Corea y la 2.ª finalista fue Kirsty Roper del Reino Unido. El certamen Miss Mundo 1988 fue animado por Peter Marshall y Alexandra Bastedo, con presentaciones musicales de la banda Koreana que cantaron la mano en los Juegos Olímpicos de Seúl 1988, y la sensación del pop estadounidense de la década de 1970, Donny Osmond.

## Resultados
Estos fueron los resultados finales.
| Resultados Finales      | Finalista |
| ----------------------- | --- |
| Miss Mundo 1988         | - Islandia - Linda Pétursdóttir |
| 1° Finalista            | - Corea - Yeon-hee Choi |
| 2° Finalista            | - Reino Unido - Kirsty Roper |
| Finalistas (Top 5)      | - Venezuela - Emma Rabbe - España - Susana de la Llave Varon |
| Semifinalistas (Top 10) | - Australia - Catherine Bushell - Austria - Alexandra Werbanschitz - Noruega - Rita Paulsen - Suecia - Cecilia Margareta Hörberg - Estados Unidos - Diana Magaña |

### Premiaciones Especiales
- Miss Personalidad:  Portugal - Helena Isabel de Cunha Laureano.
- Miss Fotogénica:  Guatemala - Mariluz Aguilar Rivas.

### Reinas Continentales
- África:  Kenia - Dianna Naylor.
- América:  Venezuela - Emma Rabbe.
- Asia:  Corea - Yeon-hee Choi.
- Europa:  Islandia - Linda Pétursdóttir.
- Oceanía:  Australia - Catherine Bushell.

## Relevancia Histórica
- El número de semifinalistas se redujo de 12 a 10, y en la fase final pasaron de 6 a 5.
- Islandia ganó el título de Miss Mundo por segunda vez en tres años.
- El certamen de Miss Mundo 1988 contó con el número mayor de participantes hasta ese entonces, contando con 84 candidatas.

## Panel de Jueces
| - Eric Morley - Richard Birchnall - Angelo Carrazo - Lindka Cierach - Reita Faria, Miss Mundo 1966 de India. | - Khadija Adam Ismail - James Kimber - Kimberley Santos, Miss Mundo 1980 de Guam. - Rob Brandt |

## Candidatas
84 candidatas de todo el mundo se presentaron al certamen.
| País                                 | Candidata                         | Ciudad                      | Puntaje Preliminar |
| ------------------------------------ | --------------------------------- | --------------------------- | ------------------ |
| Alemania                             | Katja Munch                       | Fráncfort del Meno          | 21                 |
| Argentina                            | Gabriela Karina Madeira           | Buenos Aires                | 18                 |
| Australia                            | Catherine Bushell                 | Sídney                      | 26                 |
| Austria                              | Alexandra Werbanschitz            | Graz                        | 25                 |
| Bahamas                              | Natasha Rolle                     | Nasáu                       | 18                 |
| Barbados                             | Ferida Kola                       | Bridgetown                  | 18                 |
| Bélgica                              | Daisy van Cauwenbergh             | Limburgo                    | 19                 |
| Belice                               | Pauline Young                     | Ciudad de Belice            | 19                 |
| Bermudas                             | Sophie Cannonier                  | Parroquia de Warwick        | 19                 |
| Bolivia                              | Claudia Nazer                     | Santa Cruz de la Sierra     | 19                 |
| Bulgaria                             | Sonia Vassilieva                  | Varna                       | 18                 |
| Canadá                               | Morgan Fox                        | Richmond                    | 19                 |
| Chile                                | Maria Francisca Aldunate Sanhueza | Santiago                    | 20                 |
| Chipre                               | Aphrodite Theophanous             | Pappus de Alejandría        | 18                 |
| Colombia                             | Jasmin Oliveros Segura            | Bahía Solano                | 18                 |
| Corea                                | Choi Yeon-hee                     | Seúl                        | 25                 |
| Costa Rica                           | Virginia Steinvorth               | San José                    | 18                 |
| Curazao                              | Anuschka Cova                     | Willemstad                  | 18                 |
| Dinamarca                            | Susanne Johansen                  | Copenhague                  | 20                 |
| Ecuador                              | Cristina Elena Lopez Villagómez   | Guayaquil                   | 20                 |
| Egipto                               | Dina El-Naggar                    | Guiza                       | 19                 |
| El Salvador                          | Karla Lorena Hasbun               | San Salvador                | 19                 |
| España                               | Susana de la Llave Varon          | Figueras                    | 26                 |
| Estados Unidos                       | Diana Magaña                      | Rancho Palos Verdes         | 26                 |
| Filipinas                            | Dana Mayor Narvadez               | Romblón                     | 20                 |
| Finlandia                            | Nina Andersson                    | Lahti                       | 24                 |
| Francia                              | Claudia Frittolini                | Estrasburgo                 | 18                 |
| Ghana                                | Dzidzo Abra Amoa                  | Volta                       | 20                 |
| Gibraltar                            | Tatiana Desoiza                   | Gibraltar                   | 18                 |
| Grecia                               | Ariadni Mylona                    | Heraclión                   | 18                 |
| Guam                                 | Rita Mae Diaz Pangelinan          | Yona                        | 18                 |
| Guatemala                            | Mariluz Aguilar Rivas             | Ciudad de Guatemala         | 23                 |
| Guyana                               | Christine Jardim                  | Georgetown                  | 18                 |
| Holanda                              | Angela Visser                     | Róterdam                    | 23                 |
| Honduras                             | Alina Diaz                        | Choluteca                   | 18                 |
| Hong Kong                            | Michelle Monique Reis             | Kowloon                     | 23                 |
| India                                | Anuradha Kottoor                  | Bombay                      | 18                 |
| Irlanda                              | Collette Jackson                  | Condado de Offaly           | 23                 |
| Isla de Man                          | Victoria O'Dea                    | Douglas                     | 18                 |
| Islandia                             | Linda Pétursdóttir                | Norður-Múlasýsla            | 31                 |
| Islas Caimán                         | Melissa McTaggart                 | Gran Caimán                 | 20                 |
| Islas Cook                           | Annie Wigmore                     | Rarotonga                   | 18                 |
| Islas Vírgenes Británicas            | Nelda Felecia Farrington          | Tórtola                     | 18                 |
| Islas Vírgenes de los Estados Unidos | Cathy Mae Sitaram                 | Saint Croix                 | 18                 |
| Israel                               | Dganit Cohen                      | Tel Aviv                    | 21                 |
| Italia                               | Giulia Gemo                       | Módena                      | 20                 |
| Jamaica                              | Andrea Heynes                     | Kingston                    | 20                 |
| Japón                                | Kazumi Sakikubo                   | Kōbe                        | 18                 |
| Kenia                                | Dianna Naylor                     | Mombasa                     | 21                 |
| Líbano                               | Sylvana Samaha                    | Beirut                      | 18                 |
| Liberia                              | Ollie White                       | Nimba                       | 18                 |
| Luxemburgo                           | Chantal Schanbacher               | Wiltz                       | 20                 |
| Macao                                | Helena de Conceiçao Lo Branco     | Macao                       | 18                 |
| Malasia                              | Sue Wong Choy Fun                 | Penang                      | 18                 |
| Malta                                | Josette Camilleri                 | Marsa                       | 18                 |
| Mauricio                             | Veronique Ash                     | Distrito de Plaines Wilhems | 18                 |
| México                               | Cecilia Cervera Ferrer            | Tlaxcala                    | 22                 |
| Nigeria                              | Omasan Tokurbo Buwa               | Warri                       | 19                 |
| Noruega                              | Rita Paulsen                      | Oslo                        | 25                 |
| Nueva Zelanda                        | Lisa Corban                       | Waikato                     | 19                 |
| Papúa Nueva Guinea                   | Erue Taunao                       | Puerto Moresby              | 18                 |
| Paraguay                             | María José Miranda                | Asunción                    | 18                 |
| Perú                                 | Martha Elena Kaik Tasso           | Lima                        | 19                 |
| Polonia                              | Joanna Gapinska                   | Szczecin                    | 20                 |
| Portugal                             | Helena Isabel de Cunha Laureano   | Sesimbra                    | 18                 |
| Reino Unido                          | Kirsty Roper                      | Staffordshire               | 28                 |
| República de China                   | Wu Yi-Ning                        | Taipéi                      | 18                 |
| República Dominicana                 | Maria Josefina Martinez           | San Ignacio de Sabaneta     | 23                 |
| Samoa                                | Noanoa Hill                       | Apia                        | 18                 |
| San Cristóbal y Nieves               | Hailey Cassius                    | Basseterre                  | 18                 |
| Sierra Leona                         | Tiwila Ojukutu                    | Freetown                    | 18                 |
| Singapur                             | Shirley Teo Ser Lee               | Singapur                    | 20                 |
| Sri Lanka                            | Michelle Koelmeyer                | Colombo                     | 18                 |
| Suazilandia                          | Thandeka Magagula                 | Manzini                     | 19                 |
| Suecia                               | Cecilia Margareta Hörberg         | Gotemburgo                  | 28                 |
| Suiza                                | Karina Berger                     | Zúrich                      | 21                 |
| Tailandia                            | Thaveeporn Hunsilp                | Bangkok                     | 18                 |
| Trinidad y Tobago                    | Wendy Baptiste                    | Arouca                      | 24                 |
| Islas Turcas y Caicos                | Doreen Dickerson                  | Isla Gran Turca             | 18                 |
| Turquía                              | Esra Sumer                        | Estambul                    | 18                 |
| Uganda                               | Nazma Jamal Mohamed               | Entebbe                     | 18                 |
| Uruguay                              | Gisel Silva Sienra                | Montevideo                  | 18                 |
| Venezuela                            | Emma Irmgard Marina Rabbe Ramírez | Ottawa                      | 28                 |
| Yugoslavia                           | Suzana Žunić                      | Split                       | 18                 |

### Designaciones
Susana de la Llave Varon de España fue primera finalista en el certamen nacional Miss España 1987, pero fue designada para este certamen por los organizadores del certamen de Miss España, lo cual el certamen nacional fue reprogramado a diciembre de 1988.

## Acerca de las naciones participantes

### Debut
- Bulgaria

### Regresos
- Compitió por última vez en 1956:
  -  Egipto
- Compitió por última vez en 1964:
  -  República de China
- Compitió por última vez en 1968:
  -  Ghana
- Compitió por última vez en 1971:
  -  Guyana
- Compitieron por última vez en 1985:
  -  Liberia
  -  Uganda
- Compitieron por última vez en 1986:
  -  Islas Vírgenes Británicas
  -  Sierra Leona

### Retiros
- Brasil
- Panamá
- San Vicente y las Granadinas

### Crossovers
| Miss Universo - 1988: Bélgica - Daisy van Cauwenbergh - 1988: Francia - Claudia Frittolini - 1988: Islas Vírgenes Británicas - Nelda Farrington - 1988: Nigeria - Tokurbo Buwa - 1989: Holanda - Angela Visser (Ganadora) - 1989: Gibraltar - Tatiana Desoiza - 1989: Irlanda - Collette Jackson - 1989: Polonia - Joanna Gapinska (Tercera Finalista) - 1989: Suiza - Karina Berger - 1992: Islas Vírgenes de los Estados Unidos - Cathy Mae Sitaram Miss International - 1986: Singapur - Shirley Teo Ser Lee - 1988: Uruguay - Gisel Silva Sienra Miss China Internacional - 1988: Hong Kong - Michelle Monique Reis (Ganadora) - 1988: Macao - Helena Lo Branco (Semifinalista) Miss Hawaiian Tropic - 1984: Suecia - Cecilia Hörberg - 1990: Noruega - Rita Paulsen Miss Europa - 1988: Grecia - Ariadni Mylona (Semifinalista) - 1988: Portugal - Helena Isabel de Cunha Laureano Miss Wonderland - 1988: Kenia - Dianna Naylor - 1989: Bermudas - Sophie Cannonier - 1989: Costa Rica - Virginia Steinvorth - 1989: Islas Caimán - Melissa McTaggart (Semifinalista) - 1989: Islas Vírgenes de los Estados Unidos - Cathy Mae Sitaram - 1989: Trinidad y Tobago - Wendy Baptiste | Miss Hispanidad - 1988: Ecuador - Cristina López - 1988: Venezuela - Emma Rabbe (Ganadora) - 1989: El Salvador - Karla Lorena Hasbun Charm Internacional - 1989: Israel - Dganit Cohen (Semifinalista) - 1989: Noruega - Rita Paulsen Miss Café - 1989: Argentina - Gabriela Karina Madeira - 1989: Ecuador - Cristina López - 1989: Uruguay - Gisel Silva Sienra (Tercera Finalista) Miss All-Nations - 1989: Bulgaria - Sonia Vassilieva - 1990: Filipinas - Dana Mayor Narvadez Miss Latinoamérica - 1986: Chile - Maria Francisca Aldunate (Semifinalista) Miss Asia-Pacific World - 1988: Samoa - Noanoa Hill - 1989: Islas Cook - Annie Wigmore Miss Mar Báltico - 1991: Finlandia - Nina Andersson (Ganadora) International Flower Queen - 1989: Francia - Claudia Frittolini World Miss University - 1989: Ghana - Dzidzo Abra Amoa Miss Maja - 1988: Líbano - Sylvana Samaha Miss Globe - 1989: Suiza - Karina Berger (Ganadora) |

## Otros datos de relevancia
- Kirsty Roper del Reino Unido más tarde se convirtió en un compositora de canciones y esposa del multimillonario italiano Ernesto Bertarelli.